# Daniella Sarahyba
Daniella Sarahyba Fernandes, född 8 juli 1984 i Rio de Janeiro, Brasilien, är en brasiliansk fotomodell. Hon är dotter till 
Stefano Fernandes och Salma Sarahyba och hennes mors familj härstammar från Libanon. 
När Daniella Sarahyba var 15 år gammal blev hon anlitad av modellagenturen Ford Models och  blev snabbt populär. Efter sin debut har hon bland annat jobbat för H&M, Dolce & Gabbana, Victoria's Secret, Alexander McQueen, Burberry, Versace, Valentino, Calvin Klein, Louis Vuitton, Prada, Tom Ford och Ralph Lauren.